# Dominique Bouhours
Dominique Bouhours, född den 15 maj 1626 i Paris, död där den 27 maj 1702, var en fransk jesuit, filolog, historiker och författare av religiösa verk. 
Bouhours var lärare i jesuitkollegier och guvernör för unga aristokrater. Han influerade viktiga auktorer inom den fransk-klassiska skolan som Boileau, La Bruyère och Racine.